# Federuni
La Federuni (Federazione italiana tra le Università della terza età) associa le Università degli adulti e degli anziani o della terza età d'Italia, rispettandone l'aderenza al territorio e l'impostazione organizzativa. È nata a Torino nel 1982 ed ha iniziato ad operare nel 1985, quando è stato depositato lo statuto a Vicenza.
Assicura alle sedi consulenze organizzative e fiscali e promuove annuali congressi nazionali, incontri interregionali in autunno e in primavera per dirigenti e docenti, nonché una conferenza organizzativa. Edita i risultati dell'elaborazione culturale con monografie tematiche e la Circolare Federuni inviata alle sedi federate ed ai dirigenti. Associa oltre 100 sedi centrali articolate nel territorio nazionale con 260 Università. Particolarmente significativa la presenza nel Veneto ed in Puglia.
Contrariamente agli altri Paesi europei, in Italia le Università della terza età non sono collegate alle Università degli studi dove docenti in pensione mettono a disposizione competenze e tempo. In Italia sono nate per emanazione di istituti culturali (Trento, Vicenza, Cosenza), o Lions Club o Rotary Club (Lombardia), da associazione di volontariato o gruppi pensionati di organizzazioni sindacali o da Comuni. La Federazione intende sostenere e qualificare le Università federate offrendo ad esse quel supporto culturale di cui mancano per l'assenza di una Università degli studi alle spalle.
Gli obiettivi fondamentali che le Università federate perseguono sono: cultura generale media critica ed aggiornata, creatività e capacità di cambiamento, formazione dell'uomo europeo, progetti di ricerca sul territorio.